# SWF
SWF (inicialment abreviació de Shockwave Flash i posteriorment l'acrònim de Small Web Format (format de web petit) per evitar confusions amb Shockwave del que deriva) és un format de fitxer de gràfics vectorials creat per l'empresa Macromedia (actualment Adobe Systems). Els fitxers SWF poden ser creats pel programari Adobe Flash encara que hi ha moltes altres aplicacions que també ho permeten, i solen ser executades sobre el navegador mitjançant un plugin anomenat Adobe Flash Player, encara que també poden ser encapsulades per executar-se de forma autònoma. Bàsicament és un format vectorial encara que també admet bitmaps, amb possibilitats d'animació. També admet programació mitjançant el llenguatge ActionScript. Els fitxers SWF solen ser prou petits per ser publicats a la World Wide Web en forma d'animacions o applets amb diverses funcions i graus d'interactivitat.